# Corus cretaceus
Corus cretaceus är en skalbaggsart som först beskrevs av Louis Alexandre Auguste Chevrolat 1858.  Corus cretaceus ingår i släktet Corus och familjen långhorningar.
Artens utbredningsområde är Nigeria. Inga underarter finns listade i Catalogue of Life.